# Ganga Fusion
Ganga fusion est un groupe marocain né en 2001 à Essaouira et composé de sept musiciens :
- Yacine aux percussions : le parrain du groupe, originaire d'Erfoud au Sud du Maroc, dont il a rapporté des rythmes du désert, installé depuis 1991 à Essaouira.
- Mounaïm à la guitare : passé par le raï.
- Otman aux claviers : formé au conservatoire dès l'âge six ans.
- Mâalem Yassine au gambri : un musicien gnawi devenu mâalem (maître) en 2004.
- Kamal au violon : ancien joueur de banjo.
- Robi à la flûte : français et ancien élève et professeur de l'école CIAM de jazz à Bordeaux.
- Adil, également aux percussions : successeur de son frère Abdelhak.

Leur musique est un mélange de gnawi, de chaâbi, de reggae, de salsa et de jazz, et durant leurs cinq premières années d'existence, elle leur a déjà permis :
- d'avoir à leur actif plus d'une centaine de concerts au Maroc - notamment au festival d'Essaouira - et lors de festivals en France ;
- de jouer avec des artistes de renommée internationale comme Manu Dibango, Youssou N'Dour, Jenny Kerr, Mokhtar Samba, M et Matt Guylmour...
- de sortir trois albums à un rythme régulier (un tous les deux ans).

## Discographie
- 2002 : Le monde solidaire (album live)
- 2004 : Style
- 2006 : Salam